# Districte de Novoazovsk
El districte de Novoazovsk (en ucraïnès Новоазовський район) és un antic raion de l'óblast de Donetsk d'Ucraïna, situat actualment a la zona separatista de l'anomenada República Popular de Donetsk.
Comprèn una superfície de 1000 km².
La capital és la ciutat de Novoazovsk.

## Demografia
Segons estimació 2010 tenia una població total de 38861 habitants.

## Altres dades
El codi KOATUU és 1423600000. El codi postal 87600 i el prefix telefònic +380 6296.